# Download.com
Download.com är webbplats på Internet för nedladdning av bland annat datorprogram, musik och datorspel. Download.com ägs av CNET. Tanken är att de senaste versionerna av nedladdningsbara program ska kunna hittas där, men rent praktiskt kan de programversioner som Download.com erbjuder vara flera månader, eller till och med år, äldre än förstapartsleverantörernas.[källa behövs] I juni 2011 hade sajten 422 177 besökare, varav 286 650 var unika besökare.
År 2011 anklagade Nmap företaget bakom sidan, CNET, för att kombinera skadlig programvara med säkerhetsskanningsmjukvaran Nmap via sin nedladdningswebbplats.